# Andreas Kröper
Andreas Kröper (* 1966 in Karlsruhe) ist ein deutscher Musikwissenschaftler, Regisseur, Dirigent und Flötist.

## Leben
Kröper war 1989 Gastlektor an der Pennsylvania State University. 1990 gründete er an der Masaryk-Universität in Brünn die Akademie für Alte Musik, ein Institut für Aufführungspraxis Alter Musik, dem er bis 2004 vorstand, 2005 ging er nach Athen. 2001–2007 war er Regisseur und Dirigent des Opernfestival Ope(r)n Air Waldbühne in Arosa (Schweiz), seit 2008 ist er künstlerischer Leiter des Opernvereins Zürich. Kröper veröffentlichte 25 CD-Aufnahmen mit Musik des Barock, der Klassik und Moderne u. a. mit Iva Bittová.
Daneben betätigt sich Kröper als Mozart-Forscher. 1991 erbrachte er einen Nachweis, dass Mozarts Violinsonaten KV 301–306 ursprünglich für Flöte konzipiert waren. 1993 beschäftigte er sich mit dem Continuo in Mozarts Mannheimer Flötenquartetten und 2001 fand er heraus, dass Sebastianis Libretto eine direkte Vorlage für Mozarts Zaide war. Weiterhin führte er im Jahre 2003 Untersuchungen zum Inhalt der Zauberflöte durch und gewann 2005 neue Erkenntnisse zur Bedeutung der Oper La finta giardiniera Mozarts (KV 196).
Kröpers Regiearbeit ist von einer vehementen Ablehnung der Guckkastenbühne sowie von Forschungen zur Chironomie und Bühnengestik des 18. Jahrhunderts geprägt.
1994 erwarb er den Bauernhof „Hyperion“ in Černotín, wo 1999–2003 das Jazzfestival „Musik auf dem Bauernhof“  veranstaltet und ein Freilichtmuseum errichtet wurde. In den Jahren 1992–2000 war Andreas Kröper Leiter des Haydnfestivals in Dolní Lukavice, Tschechien.
Seit 1999 ist Kröper auch als Schriftsteller tätig, der in deutscher und tschechischer Sprache schreibt. 2001 veröffentlichte er in Prag seine „Dopisy z noveho sveta“ (Briefe aus der neuen Welt). Andreas Kröper lebt in der Schweiz und in einem abgelegenen Forsthaus in Tschechien.